# Ampatuan
Ampatuan ist eine philippinische Stadtgemeinde in der Provinz Maguindanao del Sur. 
Angrenzende Gemeinden sind Datu Abdullah Sangki im Osten, Shariff Aguak und Talayan im Norden, South Upi im Westen und Esperanza (Provinz Sultan Kudarat) im Süden.

## Barangays
Ampatuan ist politisch in elf Barangays unterteilt.
- Dicalongan (Pob.)
- Kakal
- Kamasi
- Kapinpilan
- Kauran
- Malatimon
- Matagabong
- Saniag
- Tomicor
- Tubak
- Salman

## Geschichte
2004 wurden zehn Baranggays, die zuvor zur Stadtgemeinde Ampatuan gehörten, der Stadtgemeinde Datu Abdullah Sangki angegliedert.